# Марк Консидий Нониан
Марк Консидий Нониан (на латински: Marcus Considius Nonianus) е политик на Римската република през втората половина на 1 век пр.н.е.
Произлиза от фамилията Консидии. Между 55 – 50 пр.н.е. работи в канцелария. През 49 пр.н.е. по време на Гражданската война на Цезар той е номиниран от Сената като пропретор в Цизалпийска Галия на мястото на Гай Юлий Цезар. Той служи в Кампания.